# 丹尼斯·馬丁尼茲國家體育場

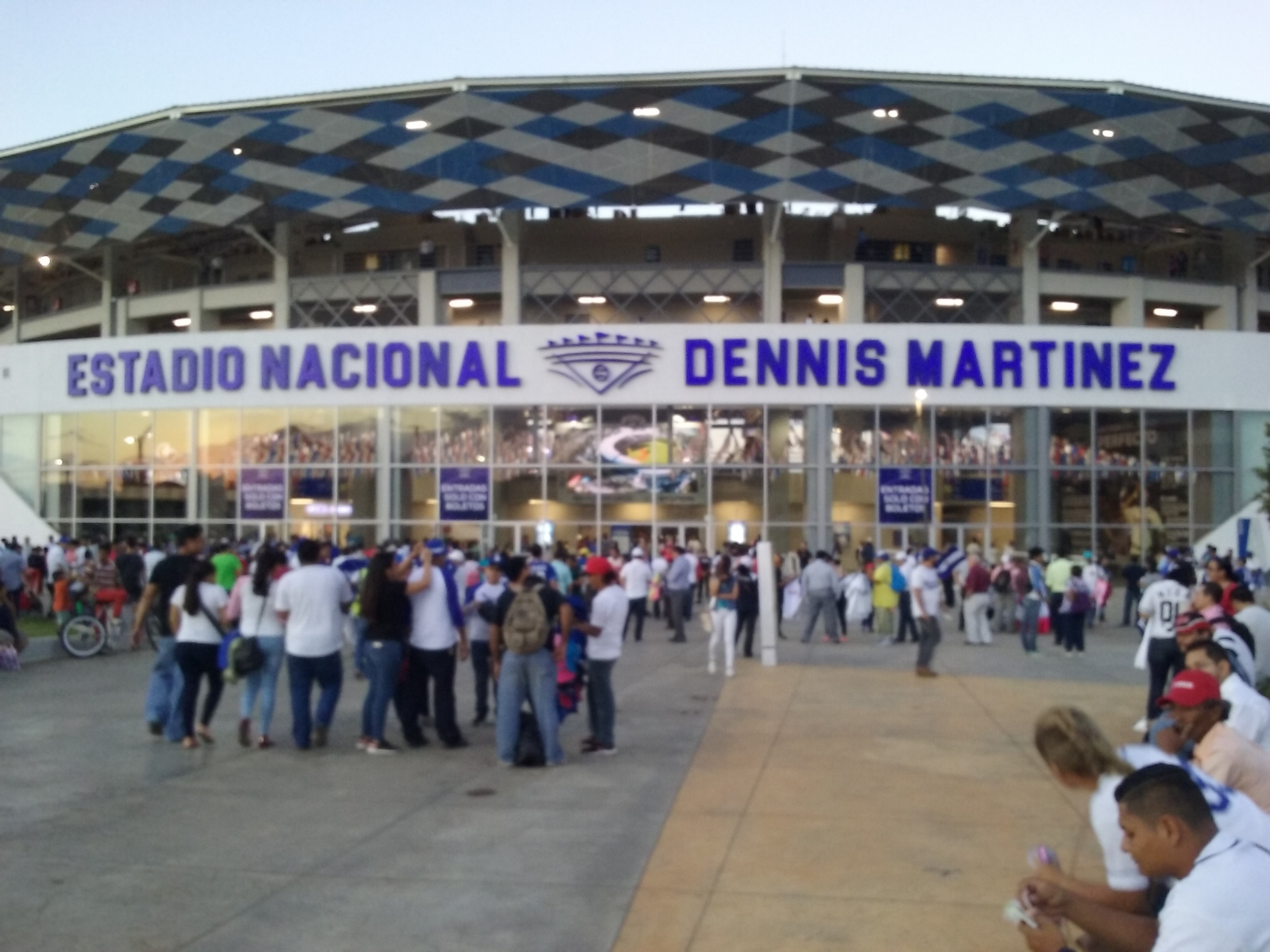
丹尼斯·馬丁尼茲國家體育場

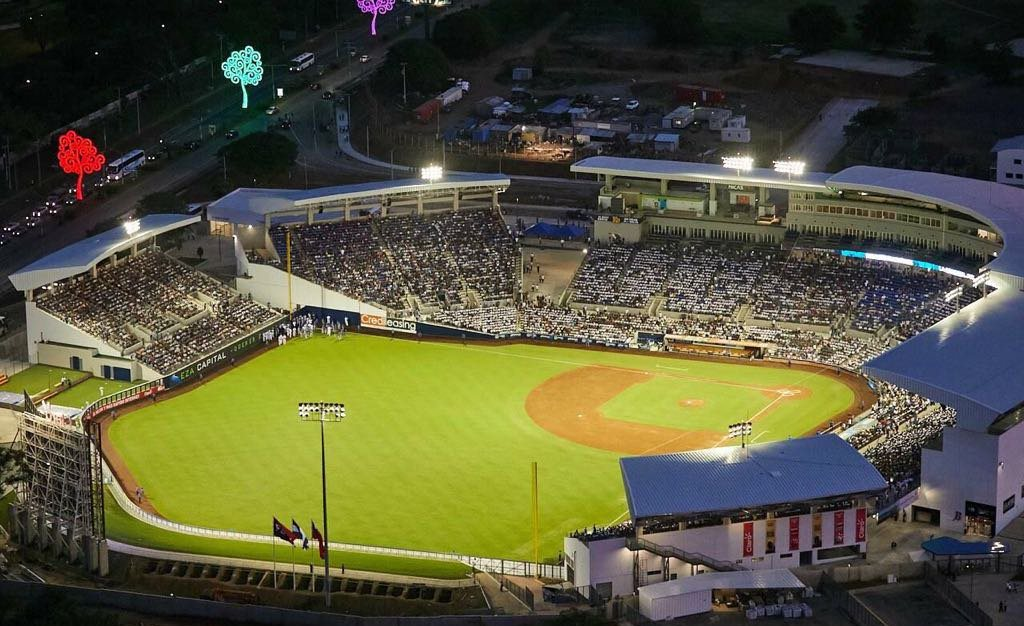
丹尼斯·馬丁尼茲國家體育場進行棒球比賽

丹尼斯·馬丁尼茲國家體育場（西班牙語：Estadio Nacional Dennis Martínez）位於尼加拉瓜首都馬拿瓜。以前美國職棒大聯盟球員丹尼斯·馬丁尼茲命名，是尼加拉瓜的國家體育館。體育館曾數度重建及更名，目前使用的新場館落成於2017年。它主要用於棒球比賽，但也可用作音樂會、拳擊、足球、宗教活動的場所，可容納15,000人。
2022年，該球場的正式名稱改為「國家主權球場」(Estadio Nacional Soberanía)，丹尼斯·馬丁尼茲國家體育場則成為其副名。

## 歷史
最初的體育館建於1948年，名為國家體育館，可容納30,100人。體育館在1972年尼加拉瓜地震中毀壞，重建後被以獨裁者安纳斯塔西奥·索摩查·加西亚命名。在1979年，之後的桑地諾民族解放陣線推翻索摩查王朝，它被重新命名以紀念詩人里戈貝托·洛佩斯·佩雷斯（於1956年暗殺索摩查）。1998年11月20日為體育場成立50週年，時任總統阿诺尔多·阿莱曼頒布了一項法令，將體育館的名稱更改為現名。
2017年10月19日，由中華民國政府資助的新球場落成，落成典禮並由丹尼斯·馬丁尼茲本人擔任投手，現役皇家隊的卡斯伯特（Cheslor Cuthbert）則擔任打者為新球場開球，位於舊體育場東南約3公里處。球場落成後成為拉丁美洲最高規格且獲得美國職棒大聯盟認證的頂級場地，中華隊也獲邀參加為了啟用舉辦的「尼加拉瓜邀請賽」。2017年12月3日至12月17日舉行了中美洲運動會。